# Rauscher (České Budějovice)
Rauscher byla pozdně gotická hradební věž na severovýchodním okraji historického centra Českých Budějovic.

## Podoba a historie
Stála severně u současné křižovatky Kněžské a Hradební ulice. Jako jediná z českobudějovických hradebních věží měla kruhový půdorys. Opatřena byla galerií a vysokou hrotitou střechou. Předpokládá se, že vznikla v době pozdně gotických úprav městských hradeb. Pojmenování snad souvisí s měšťanskou rodinou zmiňovanou již v první čtvrtině 16. století, která mohla finančně přispět na stavbu. Zbořena byla roku 1825. Měla uvolnit prostor pro prodloužení Kněžské ulice do budoucího parku Sady. Propojení nakonec nepokračovalo severně, ale odklonilo se severovýchodně, takže se vyhnulo místu, na kterém věž původně stála.
V místě věže později vznikl podnik Restauration Bad, restaurace s lázněmi, který fungoval do roku 1889. Na jeho místě byla v letech 1904–1905 postavena restaurace U Volbrechtů v letech 1970–1975 přestavěná na Dům politické výchovy. V letech 1989–1990 sloužila jako sídlo Občanského fóra, od roku 1991 ji využívá Jihočeská univerzita.